# Sharon Forrester
Sharon Forrester é uma cantora e compositora jamaicana de reggae.

## Carreira
Sharon começou sua carreira nos anos 70. Alcançou sucesso internacional com a música "Silly Wasn't I", produzida por Geoffrey Chung, chegando ao topo de todas as paradas de sucesso jamaicanas e no Top 40 do Reino Unido.
Em seguida, lançou o single "This Masquerade", um cover do americano Leon Russell, que também alcançou sucesso internacional. Assim, Sharon tornou-se a principal cantora jamaicana de reggae na década de 70, ganhando diversos prêmios como tendo seu álbum de estreia escolhido como o melhor álbum de reggae de 1974 pela Melody Maker Magazine e sendo escolhida melhor cantora do ano pela Black Music Magazine.
Com o sucesso internacional, principalmente no Reino Unido, em 1974 Sharon muda-se para a Inglaterra. Permanece lá por quatro anos, tendo inclusive participado do filme Moon Over The Alley.
Em 1979, Sharon volta para a Jamaica e grava a música "Love Don't Live Here Anymore", um grande sucesso.
Em 1980, Sharon migra para os Estados Unidos, estabelecendo-se em Los Angeles onde ela praticamente deixa a vida artística, exceto por algumas apresentações esporádicas como backing vocal para Julio Iglesias.
No início dos anos 90 ela volta para a Jamaica, e imediatamente vários produtores fazem convites para ela fazer backing vocal, incluindo Sly Dunbar, Steely & Clive, Clive Hunt, Chinna Smith, Leggo e Jimmy Cliff. De volta à ativa, Sharon recebe diversos convites para voltar a gravar singles.
Em janeiro de 1995, o selo britânico London Records lança o single "Loving Inside", que ela havia gravado há algum tempo para o também britânico selo Vision Sounds Records, sendo a música título uma música jungle. A música entra nas paradas Pop do Reino Unido e torna-se uma grande sucesso nas rádios e nas festas jungle, sendo considerada um clássico do estilo.

## Discografia

### Álbuns
- Sharon (1974, Ashanti)[1]
- This Time (1995, VP Records)

### Singles
- "Silly Wasn't I" (1973)
- "This Masquerade" (1973)
- "Love Don't Live Here Anymore" (1979)
- "Loving Inside" (1995, London Records)